# Oracle (álbum)
| Críticas profissionais | Críticas profissionais |
| Avaliações da crítica  | Avaliações da crítica  |
| Fonte                  | Avaliação              |
| ---------------------- | ---------------------- |
| allmusic               | link                   |
| Rolling Stone          | link                   |

Oracle é o segundo álbum de estúdio da banda Kittie, lançado em 30 de outubro de 2001.

## Faixas
1. "Oracle" — 2:02
2. "Mouthful of Poison" — 4:38
3. "In Winter" — 5:32
4. "Severed" — 3:20
5. "Run Like Hell" (cover de Pink Floyd) — 4:09
6. "Pain" — 3:49
7. "Wolves" — 3:25
8. "What I Always Wanted" — 3:43
9. "Safe" — 4:12
10. "No Name" — 2:14
11. "Pink Lemonade" — 10:37

## Desempenho nas paradas musicais
| Parada musical (2001)                   | Posição |
| --------------------------------------- | ------- |
| Estados Unidos - Top Independent Albums | 3       |
| Estados Unidos - Billboard 200          | 57      |